# 汇通街道
汇通街道，是中华人民共和国河北省石家庄市桥西区下辖的一个乡镇级行政单位。

## 行政区划
汇通街道下辖以下地区：
东三教社区、东平小区社区、平安小区南社区、留村社区、塔谈社区、汇祥社区和新源社区。